# Batterieschalter

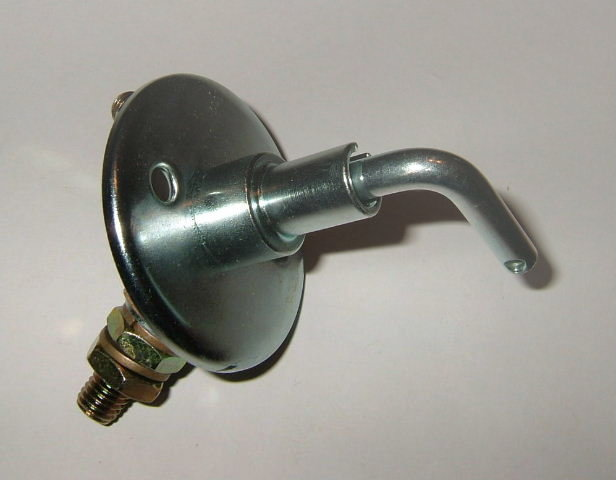
Batterieschalter
Ausführung mit Metallgehäuse für Unimog 404

Batterieschalter
mit abziehbarem Schalthebel (rot)
und isoliertem Gehäuse

Als Batterieschalter oder Batteriehauptschalter bezeichnet man einen Schalter, der überwiegend in Nutzfahrzeugen und vielen Booten eingesetzt wird und dort die Funktion hat, eine oder mehrere Batterien vom angeschlossenen Bordnetz abzutrennen. Die Funktion eines Notausschalters für den Fahrzeugmotor kann ein einfacher Batterieschalter nicht übernehmen, da die Betätigung des Schalters bei laufendem Motor unwirksam ist.
Der Batteriehauptschalter ist bei vielen Militärfahrzeugen üblich. Der passende Schlüssel nennt sich im Bundeswehrjargon Natoknochen.

## Grundlagen

Funktionsprinzip
eines Batterieschalters

Schaltschema Batterieschalter
Unterbrechung des Pluspols

In Fahrzeugen ist die elektrische Anlage in der Regel so geschaltet, dass nach Abziehen des Zündschlüssels die meisten Verbraucher spannungsfrei geschaltet werden. Die Leitungen zum Anlasser und zum Zündanlassschalter oder zum Sicherungskasten stehen aber trotzdem unter Spannung. Wird eine dieser Leitungen beschädigt, kann es unter Umständen zum Kabelbrand kommen, da diese Hauptleitungen auch nicht abgesichert werden. Außerdem kann durch einen ständig anstehenden Kurzschluss im nicht abgesicherten Teil des Bordnetzes, zum Beispiel in der Plusleitung zum Anlasser, die Batterie zerstört werden. Um das zu verhindern, werden handbetätigte Batterieschalter eingebaut. Diese Schalter sind für große Ströme, jedoch nur für kleine Nennspannungen (12 bis 48 Volt) geeignet. Sie werden zur Unterbrechung der Stromzufuhr in die Batteriehauptleitungen geschaltet. Dazu wird der Batteriehauptschalter im Fahrzeug möglichst nahe zur Batterie so eingebaut, dass ein (Fahrzeug-)Bediener ihn bei Bedarf betätigen kann. Batterieschalter gibt es mit einem oder mit mehreren Schaltkontakten. Zusätzlich zu den Hauptkontakten können diese Schalter mit Hilfskontakten ausgestattet sein.
Batterieschalter werden unterschieden:
Nach der Art der Betätigung:
- Drehschalter
- Druckschalter
- Schalter mit abziehbarem Schalthebel. In bestimmten Verwendungen, wie zum Beispiel bei Gabelstaplern, sind Schalter mit abziehbarem Schalthebel gesetzlich vorgeschrieben. Sie verhindern, dass das Fahrzeug von Unbefugten in Gang gesetzt werden kann. Gleichzeitig dienen sie als Diebstahlschutz.

Nach der Schaltleistung:
- Trennschalter
- Lastschalter

Trennschalter dürfen nur leer, also ohne nennenswerten Stromfluss geschaltet werden. Lastschalter dürfen die Nennströme schalten, für die sie ausgelegt sind. Normale Kfz-Schalter sind für den Einsatz als Batterieschalter nicht geeignet, da sie eine zu geringe Kontaktbelastbarkeit haben. Das ist bei der Auswahl eines Batterieschalters unbedingt zu beachten.

## Aufbau und Funktion

Zusammenspiel Lichtmaschine und Batterie mit Batterieschalter

Der Batterieschalter wird in der Regel als einpoliger Schließer in die Minus-Rückleitung zwischen Masse und Minuspol der Batterie geschaltet. Es gibt Schalter mit isoliertem Gehäuse und Schalter mit Metallgehäuse. Schalter mit Metallgehäuse haben nur einen isolierten Anschlusskontakt und werden beim Einbau mit dem zweiten Anschluss (Gehäuse) direkt elektrisch leitend mit der Masse verbunden. Beim Einbau eines Batterieschalters in die Minus-Rückleitung muss das von der Batterie kommende Masseband unbedingt mit einer Isolierung versehen sein, da ansonsten der Batterieschalter unwirksam wird (vgl. Massekurzschluss). Schalter mit isoliertem Gehäuse haben zwei Anschlussklemmen und können auch in die Plus-Leitung geschaltet werden, diese Schaltungsart ist aber nicht üblich. Für Fahrzeuge mit zwei Batterien gibt es auch zweipolige Batterieschalter.
Der handbetätigte Batterieschalter ist nur beim Stillstand des Verbrennungsmotors wirksam, wenn die Lichtmaschine keine Spannung abgibt. Wird der Schalter während des laufenden Betriebes abgeschaltet, kommt es bei Drehstromlichtmaschinen aufgrund der Remanenz der Lichtmaschine zu einer Spannungsüberhöhung. Diese kann zur Zerstörung der Lichtmaschinen-Dioden führen. Deshalb darf der handbetätigte Batterieschalter nur im Stillstand des Motors betätigt werden. Außerdem läuft der Verbrennungsmotor trotz betätigtem Schalter weiter, da er von der Lichtmaschine mit elektrischer Spannung versorgt wird. Somit kann der Batterieschalter bei Verbrennungsmotoren keine Not-Aus-Funktion übernehmen. Ist der Batterieschalter bei stillstehendem Verbrennungsmotor abgeschaltet, kann dieser Motor nicht mehr gestartet werden, da die Spannungsversorgung für die gesamte Bordelektrik unterbrochen ist. Aufgrund der empfindlichen Bordelektronik ist es oft erforderlich, einen Widerstand über einen Kontakt des Schalters zu verschalten, der als sogenannte Schutzbeschaltung dient und auftretende Spannungsspitzen dämpft.
Bei Nutzfahrzeugen mit Verbrennungsmotor und mit zwei oder mehr Batterien oder bei Fahrzeugen mit 24-Volt-Starteranlagen (zum Beispiel bei schweren Bussen) werden anstelle des handbetätigten Batterieschalters elektromagnetische Schalter eingesetzt. Dafür werden spezielle Relais mit mehreren Lastkontakten in der Nähe der Batterien eingebaut. Die Relais werden vom Fahrersitz aus über den Fahrtschalter betätigt. Der Schalter wird mittels einer Steuerleitung über einen Öffnerkontakt des Relais verriegelt.

## Einsatzbereiche
Batterieschalter werden im Nutzfahrzeugbereich, bei Camping- bzw. Wohnmobilen, bei hoheitlichen Fahrzeugen, dem Militär, Rennfahrzeugen, landwirtschaftlichen Fahrzeugen und Booten eingesetzt.
Die Batterie kann über den Batterieschalter abgeschaltet werden
- um die Entladung durch ungewollten Stromverbrauch der Starterbatterie bei längerer Standzeit durch Bereitschaftsströme wie Funkempfänger oder Kriechströme bei mangelhafter elektrischer Ausrüstung zu verhindern
- zur Sicherung des Fahrzeugs gegen unbefugte Benutzung
- im Notfall

Ein Batterieschalter kann Kabelbrände durch fehlende Leitungssicherungen bei Kurzschluss im Bordnetz nicht verhindern.

### Einsatz als Batteriehauptschalter
Für den Einsatz als Batteriehauptschalter sollten vorrangig Lastschalter verwendet werden. Werden für diesen Einsatz Trennschalter verwendet, muss sichergestellt werden, dass der Schalter niemals unter Last geschaltet wird. Eine einfache Möglichkeit ist das Anbringen eines Hinweisschildes in der unmittelbaren Nähe des Schalters. Wesentlich sicherer ist die Verriegelung des Schalters über ein Batterierelais. Dazu benötigt man einen Batterieschalter mit Hilfskontakt, über den die Spule des Batterierelais abgeschaltet bzw. eingeschaltet wird. Der Schaltkontakt des Batterierelais wird in die Plusleitung zum Bordnetz geschaltet. Beim Einschalten des Batterieschalters wird zunächst der Minuspol der Batterie mit der Masse verbunden, über den nunmehr geschlossenen Hilfskontakt wird das Batterierelais betätigt und schaltet den Pluspol zum Bordnetz durch. Beim Abschalten des Batterieschalters öffnet der Hilfskontakt und das Batterierelais öffnet den Relaiskontakt, dieser wiederum unterbricht die Plusleitung und anschließend öffnet der Batterieschalter die Verbindung zwischen dem Batterieminuspol und der Masse.

### Einsatz als Notschalter

Prinzipdarstellung
3-poliger Batterieschalter mit Notausfunktion für Sportfahrzeuge

Bei bestimmten Sportfahrzeugen zum Beispiel ist der Einsatz von Batterieschaltern als Sicherheitsmaßnahme vorgeschrieben, um im Notfall sowohl dem von außen agierenden Helfer als auch dem Fahrer zu ermöglichen, das Fahrzeug komplett stromlos zu schalten (Kurzschluss- und Brandgefahr bei Unfall). Diese oftmals auch in Prospekten als Batterietrennschalter bezeichneten Schalter, sind Batterieschalter, die zusätzlich zum Hauptkontakt zwei Hilfskontakte haben. Der eine Kontakt unterbricht bei Betätigung ggf. über ein Relais die Zündung, über den anderen wird die Benzinzufuhr zum Verbrennungsmotor unterbrochen. Diese Schalter sind mit einem sogenannten Pilzkopf ausgestattete Druckschalter, die dann die Funktion eines Notausschalters übernehmen können. Eine weitere Variante für einen Notschalter in Rennfahrzeugen ist der Reißleinenschalter. Dabei handelt es sich um einen Batterieschalter mit abziehbarem Schalthebel, der bei einem Unfall über eine Reißleine geöffnet wird, um den Motor zum Stillstand zu bringen.

## Sonstiger Einsatz in Fahrzeugen

### Schaltbarer Parallelbetrieb von Batterien

Funktionsprinzip
Schaltbarer Parallelbetrieb
mit einem Batterieschalter
Primärnetz: Zündung, Licht etc.
Sekundärnetz: Kühlschrank etc.

In Nutzfahrzeugen, zum Beispiel Wohnmobilen, gibt es meist zwei, manchmal sogar mehr Batterien, die unterschiedliche Aufgaben übernehmen. Damit bei diesen Fahrzeugen die eigentliche Starterbatterie im Stand nicht über die anderen Stromkreise (Innenbeleuchtung, Kühlschrank etc.) entladen werden kann, werden die Batterien mit dem Batterieschalter auf einfache Weise voneinander getrennt.
Werden Batterien über längere Zeit parallel betrieben und nicht nachgeladen, dann entladen sie sich im Stand gegenseitig. Um das zu verhindern, werden die Batterien über den Batterieschalter nur bei Bedarf elektrisch miteinander verbunden.
Auch in privaten Personenkraftwagen können Batterieschalter eingesetzt werden, wenn man z. B. leistungsstarke Hifi-Verstärker im Stand betreiben will. Es sollten nur handbetriebene Schalter verwendet werden, die als Lastschalter dimensioniert sind. Damit es nicht zu Kurzschlüssen mit der Masse kommt, müssen diese Schalter unbedingt ein isoliertes Gehäuse haben. Mit einem so verschalteten Batterieschalter kann man bei Bedarf die Pluspole der eingebauten Batterien miteinander verbinden oder sie trennen.

### Trennen des Parallelbetriebes

2 Bordnetze
mit zwei Batterieschaltern
Schalter 1: Parallelbetrieb
Schalter 2: 2-poliger Hauptschalter

Der Parallelbetrieb der Batterie wird über den Batterieschalter unterbrochen:
- um ungewollten Stromverbrauch der Starterbatterie am abgestellten Fahrzeug zu verhindern,
- um ein Entladen der Starterbatterie durch das restliche Bordnetz zu unterbinden,
- um ein gegenseitiges Entladen der Batterien bei abgestelltem Fahrzeug auszuschließen,
- damit sichergestellt wird, dass die Starterbatterie vorrangig geladen wird.

### Einbau und Verschaltung
Der Schalter sollte im Griffbereich des Fahrers, wenn möglich im Armaturenbrett, eingebaut werden, damit der Fahrer ihn jederzeit während der Fahrt erreichen kann. Damit bei dem Schalter die Schaltkontakte nicht schon nach kurzer Zeit verschmoren, muss unbedingt ein Lastschalter eingebaut werden. Die Nennstromangaben sind in den Herstellerunterlagen zu ersehen.
Die Leitungen zum Schalter sollten so verlegt werden, dass sie nicht beschädigt werden können, außerdem müssen sie einen großen Querschnitt (mindestens 6 mm²) haben. Unmittelbar hinter den beiden Batterien müssen die Leitungen jeweils mit einer dem Leitungsquerschnitt entsprechenden Sicherung abgesichert werden, um einen Kabelbrand zu verhindern.

### Überwachung des Bordnetzes und Betrieb
Es muss darauf geachtet werden, dass man den Schalter bei laufendem Motor wieder einschaltet, damit die anderen Batterien auch geladen werden. Auch sollte der Schalter nur eingeschaltet werden, wenn die Lichtmaschine genug Ladeenergie hat, da sonst die Batterien nicht genügend geladen werden. Das ist insbesondere immer dann kritisch, wenn im Primärbordnetz viele Verbraucher eingeschaltet sind und die Lichtmaschine gerade mal genug Strom für das Primärbordnetz erzeugt. Da in diesem Fall die Strommenge nicht ausreicht, um alle Batterien zu laden, werden die Batterien nur teilweise geladen. Dadurch kann die Starterbatterie im Extremfall nicht genügend geladen werden, um einen möglichen Kaltstart am anderen Tag zu trotzen. Vor dem Betätigen des Anlassers sollte der Batterietrennschalter geöffnet werden, damit die Starterbatterie mit ihrer vollen Kapazität für den Startvorgang zur Verfügung steht. Außerdem soll durch diese Maßnahme verhindert werden, dass ein Rückstrom von der Sekundärbatterie über den Batterieschalter fließt. Beim Parallelbetrieb sollte immer eine zusätzliche Ladekontrolle mittels eines Strommessers und eines Spannungmessers erfolgen, damit der Fahrer im Bedarfsfall das Sekundärnetz abtrennen kann.
Das ständige Betätigen des Schalters und die permanente Überwachung der Betriebszustände ist für einen Fahrer unter Umständen eine erhebliche Zusatzbelastung. Eine weitaus komfortablere Variante sind sogenannte Batterietrennrelais, welche die Bordnetze automatisch trennen oder verbinden. Da von handbetätigten Schaltern diese automatischen Funktionen nicht übernommen werden können, sind Batterieschalter nur bedingt tauglich. Aus diesem Grund werden überwiegend Trennrelais zur Batterietrennung verwendet. Handbetriebene Batterieschalter werden im Regelfall nur noch als sogenannte Batteriehauptschalter verwendet. Allerdings ist der Einbau eines Trennrelais teurer und auch aufwendiger, deshalb ist der Einsatz des Batterieschalters eine oftmals kostengünstige und einfache Variante für die oben beschriebenen Funktionen, insbesondere dann wenn Ströme bis maximal 40 Ampere geschaltet werden müssen.

## Einsatz außerhalb von Fahrzeugen
Grundsätzlich sind handbetätigte Lastschalter auch für andere Anwendungen geeignet, um einen Stromkreis im Bereich 100 Ampere und mehr von einer 12 Volt bis 48 Volt Versorgung freizuschalten, zum Beispiel im Camping- und Caravan-Bereich. Aber auch bei bestimmten Anlagen zum Beispiel Stromaggregate, bei Solaranlagen, bei Magnetspulen oder in kleineren Galvanikanlagen werden diese Schalter eingesetzt.

## Sicherheitshinweise
- Obwohl die Schaltung sehr trivial erscheint, stellen die möglichen Stromstärken erhebliche Kenntnisse in der Dimensionierung der Leitungen, deren Absicherung sowie genaue Sachkenntnis in der Herstellung gasdichter Leitungsverbindungen voraus.
- Arbeiten am elektrischen Bordnetz bedürfen Fach- und Sachkenntnis. Bei unsachgemäßer Handhabung oder falschem Einbau kann es zu Kurzschlüssen kommen, die sowohl den Monteur verletzen, als auch zu schweren Schäden am Fahrzeug, zum Beispiel Kabelbrand, führen können.[5]

## Gesetze und sonstige Regelwerke
- DIN EN 60617-2:1996 Graphische Symbole für Schaltpläne – Teil 2: Symbolelemente, Kennzeichen und andere Schaltzeichen für allgemeine Anwendungen (IEC 60617-2:1996)
- EN 61058-1:2002 + A2:2008 Geräteschalter – Teil 1: Allgemeine Anforderungen (IEC 61058-1:2000, modifiziert + A1:2001 + A2:2007)
- BGV D29 (Alt: VBG 12) Fahrzeuge, Berufsgenossenschaftliche Richtlinie